# Finéssiguédougou
Finéssiguédougou est une localité du centre de la Côte d'Ivoire, et appartenant au département de Dabakala, Région de la Vallée du Bandama. La localité de Finéssiguédougou est un chef-lieu de commune.